# A-ha
A-ha (transkr. A-ha) norveška je muzička grupa iz Osla. Osnovana je 1982. godine, a žanrovski se svrstava u sint pop, novi talas, pop rok i alternativni rok.
Grupa je postigla veliki uspeh sa debi albumom Hunting High and Low (1985), koji je dospeo na 15. mesto top-liste časopisa Bilbord. Singl Take On Me zauzeo je prvo mesto na mnogobrojnim top-listama širom sveta, a grupi doneo nominaciju za Nagradu Gremi u kategoriji za najbolje nove izvođače. Album Hunting High and Low bio je jedno od najprodavanijih dugosvirajućih izdanja u 1986. godini. Godine 1994. grupa je započela prvu pauzu u radu, a u isto vreme dostigla je i brojku od 26 miliona prodatih albuma širom sveta. Nakon nastupa na koncertu povodom dodele Nobelove nagrade za mir 1998, grupa se vratila u studio i 2000. izdala album Minor Earth Major Sky, a potom je otišla na novu turneju. Do 2000. grupa je premašila tiraž od 36 miliona prodatih albuma u svetu.

## Članovi

### Sadašnji
- Morten Harket — glavni vokal, gitara
- Magne Furuholmen — klavijature, gitara, bas-gitara, prateći vokal
- Pol Voktor Savoj — gitara, bubanj, udaraljke, prateći vokal

## Diskografija
| - (1985) - (1986) - (1988) - (1990) - (1993) - (2000) - (2002) - (2005) - (2009) - (2015) - (2022) Izvori: | - (2001) - (2003) - (2011) - (2017) - (1991) - (2004) - (2004) - 25 (2010) - (2016) |

## Nagrade i nominacije
- Nagrade Kju

| Godina | Kategorija      | Nominovano delo | Ishod    |
| ------ | --------------- | --------------- | -------- |
| 2006.  | Kju inspiracija | —               | Osvojeno |

## Spoljašnje veze
- Zvanični veb-sajt
- na sajtu
- na sajtu
- na sajtu
- na sajtu